# Клеомен II
Клеомен II (др.-греч. Κλεομένης Β΄) — спартанский царь из дома Агиадов, правивший в Лакедемоне в 370—309 годах до н. э.
Сын царя Клеомброта I и младший брат царя Агесиполида II, после смерти которого унаследовал спартанский престол. Преемником Клеомена II был Арей I, его внук от старшего сына.